# Typhlocarcinops
Typhlocarcinops is een geslacht van kreeftachtigen uit de klasse van de Malacostraca (hogere kreeftachtigen).

## Soorten
- Typhlocarcinops angustifrons Rathbun, 1914
- Typhlocarcinops angustipes Tesch, 1918
- Typhlocarcinops arcuatus (Miers, 1884)
- Typhlocarcinops canaliculatus Rathbun, 1909
- Typhlocarcinops decrescens Rathbun, 1914
- Typhlocarcinops denticarpus Dai, Yang, Song & Chen, 1986
- Typhlocarcinops gallardoi Serène, 1964
- Typhlocarcinops genkaiae Takeda & Miyake, 1972
- Typhlocarcinops marginatus Rathbun, 1914
- Typhlocarcinops ocularius Rathbun, 1914
- Typhlocarcinops serenei Türkay, 1986
- Typhlocarcinops stephenseni Serène, 1964
- Typhlocarcinops takedai Ng, 1987
- Typhlocarcinops tonsuratus Griffin & Campbell, 1969
- Typhlocarcinops transversus Tesch, 1918
- Typhlocarcinops yui Ng & Ho, 2003